# 大胡藩

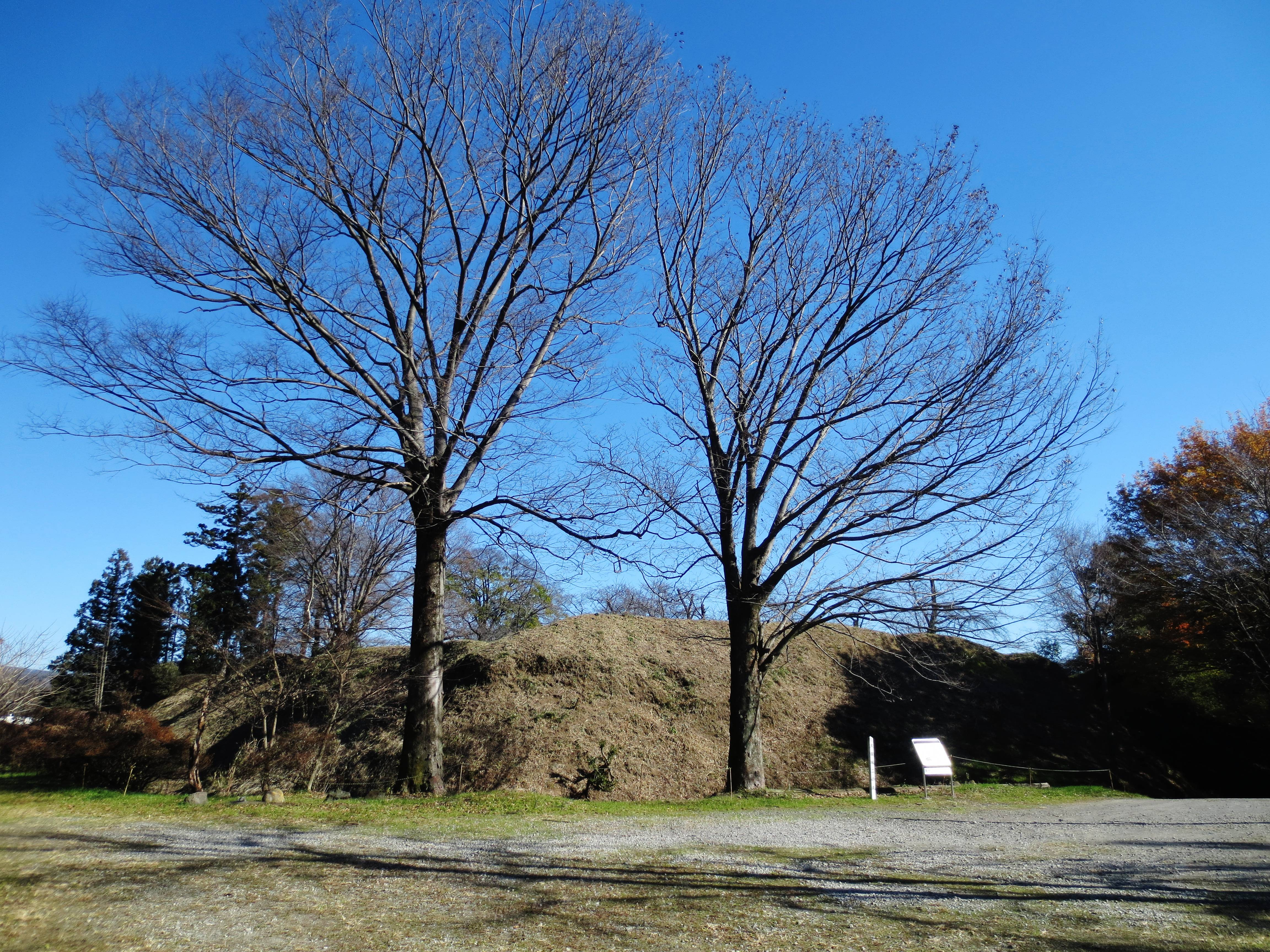
大胡城跡

大胡藩（おおごはん）は、上野国勢多郡の大胡城（現在の群馬県前橋市河原浜町）を居城として、江戸時代初期まで存在した藩。徳川家康の関東入国時に牧野氏が2万石で入封して成立。1616年に越後長峰藩に加増のうえ転出して廃藩となった。

## 歴史

### 前史
戦国期、「大胡郷」「大胡領」は勢多郡西南部の領域を指す地名であった。大胡郷の在地勢力であった大胡氏は、河原浜村（現在の前橋市河原浜町）に大胡城を築いて居城とした。

### 立藩から廃藩まで
天正18年（1590年）、豊臣秀吉の小田原征伐に参陣した後、関東に国替された徳川家康は、麾下の東三河国衆の一人である牧野康成（右馬允）を2万石で大胡城に入れた。大胡藩の立藩と見なされる。康成は、徳川氏における武断派ともいうべき武将であり、武田氏との戦いや小田原征伐でも戦功を挙げている。上野国は家康領国の北辺であり、信越両国の抑えとして井伊直政（箕輪12万石）、常陸の佐竹氏や東北に備える榊原康政（館林10万石）が配された。その中間に信任の厚い牧野康成が、平岩親吉（前橋3万3000石）らとともに配置されたものである。牧野氏のもとで、近世大胡城とその城下の整備が行われた。
慶長5年（1600年）の関ヶ原の戦いでは、徳川秀忠軍に属して信濃上田城にて真田昌幸と戦ったが（第二次上田合戦）、軍令違反を犯して咎められた。康成は「吾妻の砦」（白井城、岩櫃城などの説がある）に蟄居処分とされた。その後、康成は蟄居処分を解かれるが、蟄居は数か月で終わったとする説と、慶長9年（1604年）の徳川家光誕生の際に許されたとする説がある。康成はなお公事を遠慮して大胡城に蟄居し、軍務・藩政は嫡子である牧野忠成が代理した。
慶長14年（1609年）12月、康成は死去して子の忠成が跡を継いだ。忠成は元和2年（1616年）7月、大坂の陣での功績によって加増を受け、越後国内に5万石（頚城郡内2万石、刈羽郡内1万5000石、魚沼郡内1万石）で移された。牧野忠成は頚城郡長峰（現在の新潟県上越市吉川区長峰）を居所とし、長峰藩が成立したと見なされる。

### 後史
牧野忠成は長峰藩に移封されたとされるが、長峰には城も城下町もなかった。それらの整備に尽力する間、家臣団の多くは大胡に留まっていたという説がある。
元和4年（1618年）3月21日、牧野忠成は越後長岡藩6万石（のちに7万4000石）に加増・移封された。長峰城は未完成に終わり、忠成は長峰に入部することなく、大胡から直接長岡へ移ったとされるが、異説もある（長峰城参照）。

## 歴代藩主

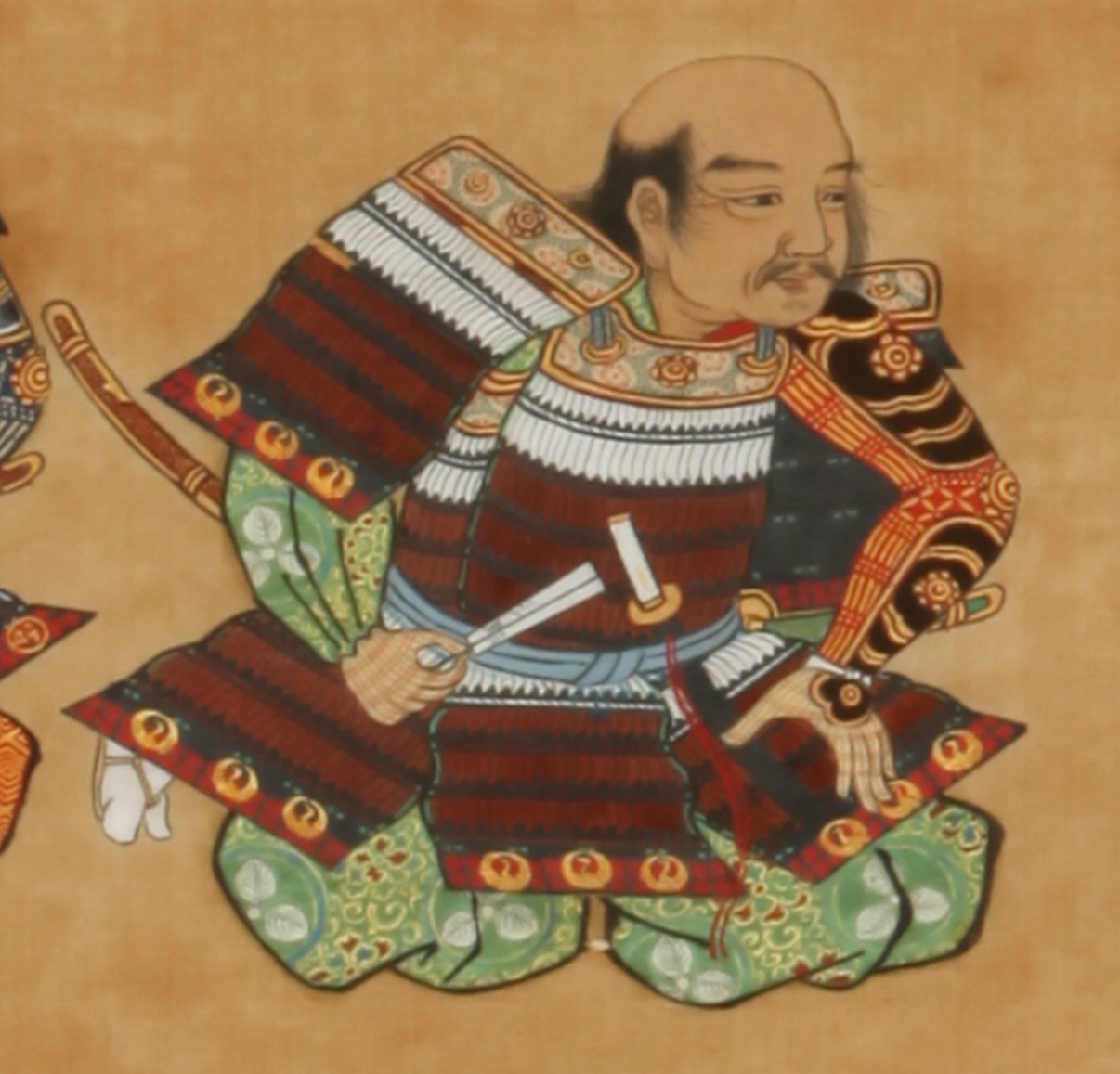
牧野康成（狩野秀信筆「徳川十七将ノ図」より）。長岡市立中央図書館蔵

牧野家
譜代 2万石
1. 康成（やすなり）
2. 忠成（ただなり）

## 領地
藩領ははっきりとはわからないが、のちの前橋藩領時代に大胡東領・大胡西領と呼ばれた、赤城山南麓の50か村程度がそうではないかとされる。

### 城と城下町
大胡城の所在する河原浜村の一部から茂木村（現在の前橋市茂木町）・堀越村（現在の前橋市堀越町）にかけて武家地が置かれた。また、大胡城の南側の宮関村（現在の前橋市大胡町）に城下町が形成されて「大胡町」とも呼ばれた。
牧野氏の転出後、元和2年（1616年）8月に大胡は前橋藩酒井家の領地となった。大胡城の建築物等の多くは撤去され、前橋城に移築されたが、寛文9年には大胡城代が置かれ、寛文11年には大胡目付の支配下に置かれて藩士も在住した。寛延2年（1749年）に酒井家が姫路藩に転封されると、大胡城は完全に廃城となった。
大胡町（宮関村）は、大胡藩の廃藩・大胡城の廃城ののちも、在郷町として発展した。養林寺（前橋市堀越町）には康成ら牧野一族の墓があり、前橋市の史跡に指定されている。

## 政治
越後への転封時、大胡藩には士分203人・足軽以下600人程度がおり、7人の家老によって7つの組に編成されていた。

### 大胡藩の家臣団
- 稲垣則茂（家老）
- 山本勘右衛門（家老）